# Gilze en Rijen
Gilze en Rijen é um município dos Países Baixos, situado na província de Brabante do Norte. Tem 65,66 km² de área e sua população em 2020 foi estimada em 26.551 habitantes.